# João e Paulo
João e Paulo são dois santos reverenciados pela Igreja Católica e que foram martirizados em Roma no dia 26 de junho. Eles não devem ser confundidos com os apóstolos de mesmo nome (João e Paulo). O ano da morte deles é incerto de acordo com os seus Atos, mas sabe-se que foi durante o reinado de Juliano, o Apóstata (r. 361–363).

## História

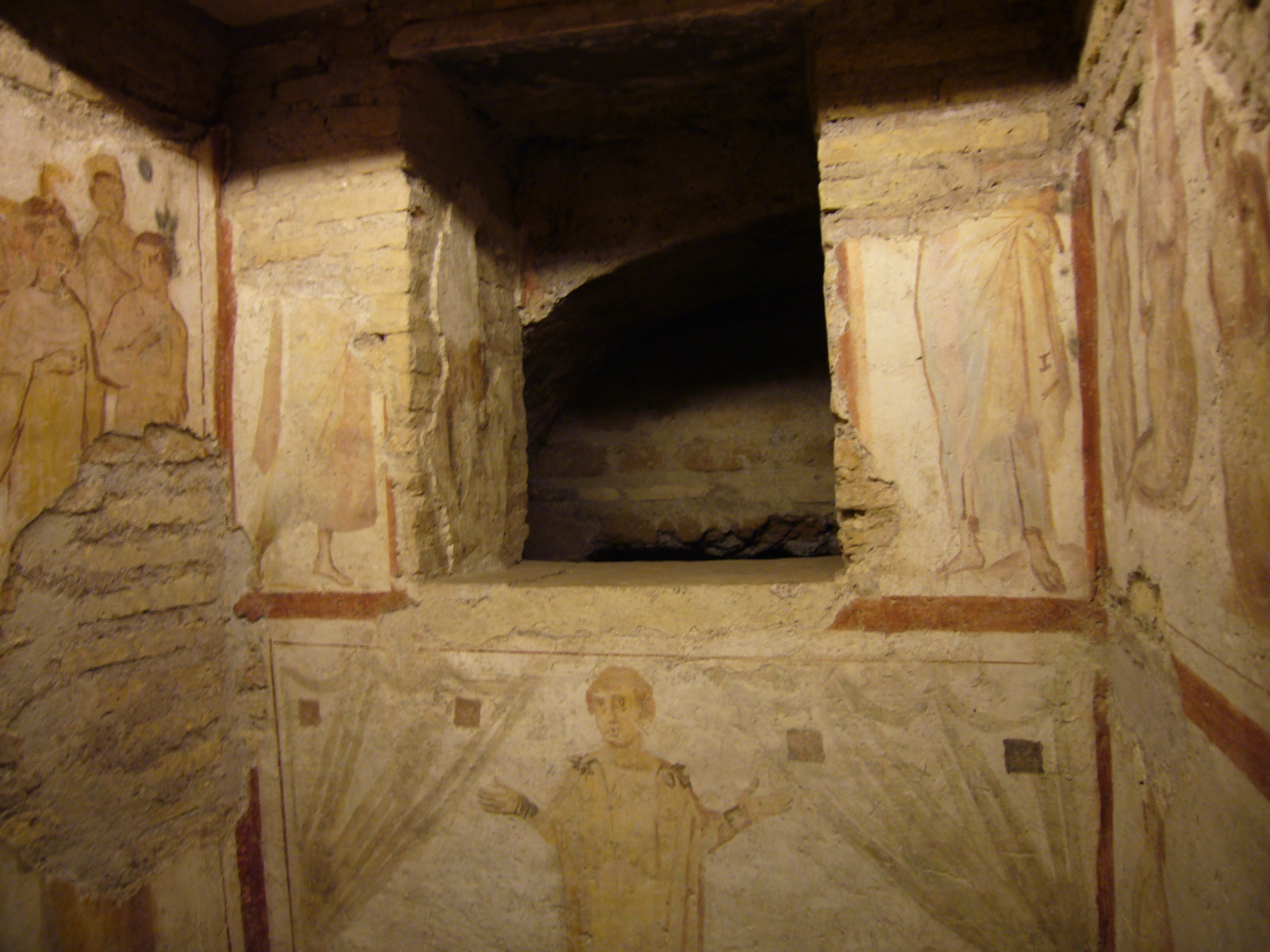
Casa romana sob a Basílica de Santi Giovanni e Paolo.

Na segunda metade do século IV, Bizâncio, um senador romano, e Pamáquio, seu filho, fizeram de sua casa, no monte Célio, uma basílica cristã. No século V, os presbyteri tituli Byzantii (sacerdotes do titulus de Bizâncio) foram mencionados numa inscrição e aparecem entre os signatários da ata de um concílio em Roma em 499. A igreja era também chamada de titulus Pammachii em homenagem a Pamáquio, um amigo de Jerônimo.
Nos antigos aposentos do piso térreo da casa de Bizâncio, que ainda existe e está sob a basílica, está o túmulo de dois mártires romanos, João e Paulo, um local que já era objeto de veneração no início do século V.
Porém, o Sacramentarium Leonianum indica, em seu prefácio à festa dos santos, que seus restos foram depositados nas muralhas da cidade após o martírio enquanto que em um dos primeiros itinerários de visita às tumbas dos mártires romanos, o túmulo deles estava indicado como estando numa igreja no monte Célio.
Seja como for, o titulus Byzantii ou Pammachii ficou conhecido, já há muito, pelo nome dos dois mártires (titulus SS. Joannis et Pauli). Não se discute que os dois foram de fato mártires, mas como e quando seus restos foram transportados para a casa de Bizâncio sob a basílica, só sabemos que ocorreu após o século IV. Além disso, nada se sabe sobre a forma do seu martírio.
Os aposentos do térreo da citada casa de Pamáquio foram redescobertos sob a Basílica de Santi Giovanni e Paolo, em Roma. Eles estão decorados com importantes afrescos e o túmulo original dos mártires (confessio) está coberto de pinturas sobre eles. Os aposentos e a tumba são um dos primeiros e mais importantes memoriais cristãos em Roma.

## Atos
De acordo com os seus "Atos" (Acta), que tem um caráter lendário e não tem nenhum fundamento histórico, os mártires eram eunucos de Constantina, filha de Constantino (r. 306–337), e conheceram um Galicano, que construiu uma igreja em Óstia. Por ordem do imperador romano Juliano, o Apóstata, eles foram decapitados secretamente por Terenciano na casa deles, no monte Célio, local onde uma igreja foi posteriormente erguida e onde eles foram enterrados.
Os "Atos dos Santos João e Paulo" também relacionam os dois mártires com a lenda de Santa Bibiana, algo que não tem nenhum suporte histórico.

## Veneração

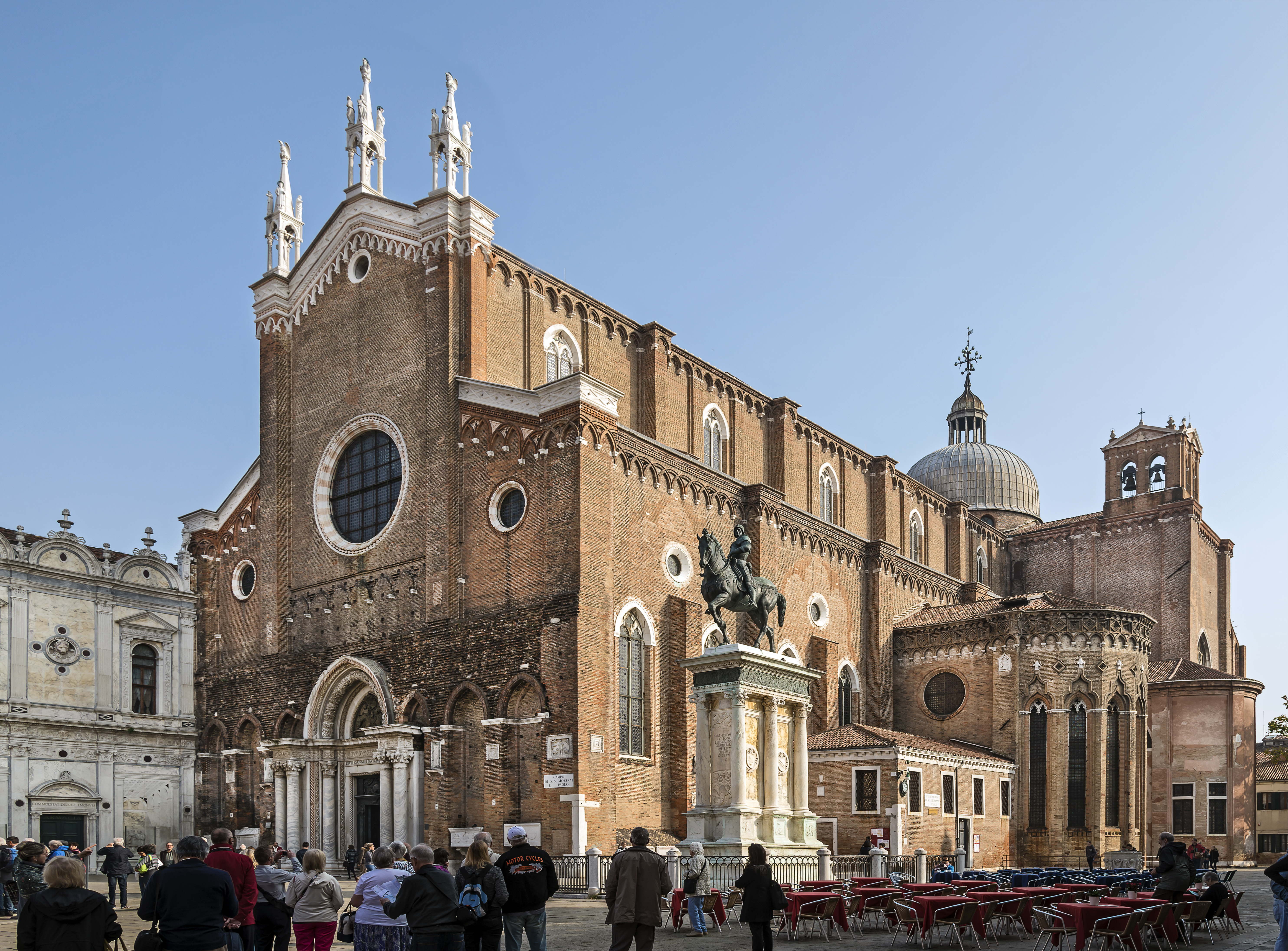
Basílica de San Zanipolo

Desde a construção da basílica, os dois santos são objeto de grande devoção e o seus nomes são parte do Cânone da Missa. A Basílica de Santi Giovanni e Paolo, em Roma, é dedicada a eles, assim como a Basílica de San Zanipolo ("Zanipolo" é o termo para João e Paulo na língua veneziana), em Veneza.
O manuscrito de Lueneberg (c. 1440-1450) menciona o dia de João e Paulo num antigo relato germânico da lenda do "Flautista de Hamelin":
| “ | No ano de 1284, no dia dos Santos João e Paulo em 26 de de junho 130 crianças nascidas em Hamelin foram seduzidas por um flautista, vestidas de todas as cores, e perdidas no local de execução perto do koppen. | ” |